# Josep Dallerès Codina
Pour les articles homonymes, voir Codina.
Josep Dallerès Codina, ancien professeur de lettres et d'arts plastiques, écrivain, homme politique andorran, né le 14 février 1949. Il est membre du Parti social-démocrate (Andorre). Il est actuellement membre du conseil général. 